# Giuseppe Lombardo-Radice
Giuseppe Lombardo-Radice (Catània, Sicília, 24 de juny de 1879 - Cortina d'Ampezzo, 16 d'agost de 1938) va ésser un pedagog italià impulsor de la reforma educativa i de la pedagogia activa.

## Biografia
Fill d'un modest funcionari, cursà estudis secundaris a Catània i a Messina. Fou alumne intern a l'Escola Normal Superior de Magisteri de Pisa on, el 1899, es graduà. El 1901 es llicencià en filosofia a la Universitat de Pisa on fou deixeble de Donato Jaja, filòsof neohegelià. Posteriorment obtingué una beca d'especialització a l'Institut d'Estudis Superiors de Florència. El 1903 era professor de filosofia a Pisa. Paral·lelament col·laborà en una escola d'orfes de mariners on dedicava la major part del seu temps lliure i aprofundia en el seu interès per la pedagogia.
A finals de 1903 és professor d'ensenyament secundari. El 1905 esdevé professor de pedagogia a les escoles normals de magisteri de Foggia (1905-06), Palerm (1906-08) i Messina (1908). A causa del terratrèmol que va destruir aquesta darrera ciutat va ser enviat a Catània. Mentrestant havia publicat recerques històriques, filosòfiques i pedagògiques que testimonien una rica preparació cultural com L'estetica di B. Croce: notizia (1902); Studi platonici (1905); Le condizioni dell'insegnamento della pedagogia nelle scuole normali maschili e femminili (1907) o Problemi politici (1908).
Es vinculà al nucli de renovació pedagògica que tenia el seu portaveu en la revista I Nuovi Doveri, fundada per Lombardo-Radici i publicada des de l'abril de 1907. La qual obria esperances d'innovació educativa, cultural i social, unides a un ferm compromís polític.Els seus articles apareguts a la revista entre 1907 i 1910, i més tard aplegats als Saggi di propaganda politica e pedagogica (Assajos de propaganda política i pedagògica), editats el 1910, integraven una visió pedagògica idealista adreçada a l'emancipació de les persones. Posicionament que el portarà a unir-se al Partit Socialista Italià (PSI) entorn de les eleccions municipals del 24 de setembre de 1910. Són anys en què s'estreny la seva relació i amistat amb Giovanni Gentile, amb qui va traduir la Crítica de la raó pura de Kant, publicada el 1910. També és l'època en què el seu idealisme pedagògic és més a prop del de Gentile. Posicionament que amara la seva obra L'ideale educativo e la scuola nazionale: lezioni di pedagogia generale fondata sul concetto di autoeducazione (L'ideal educatiu i l'escola nacional: lliçons de pedagogia general a partir del concepte d'autoeducació) de 1916, en la qual el ressò de l'actualisme de Gentile i és ben present.
Formà part de la Federació Nacional de Professors de Secundària (FNISM), des d'on esperonà a renovar la formació del professorat, encara saturat d'idees positivistes. Tot proposant una nova perspectiva de l'experiència docent i l'assoliment d'una nova manera d'exercir la docència. Idees que són compilades a una de les seves obres més notables Lezioni di didattica e ricordi di esperienza magistrale (Lliçons d'ensenyament i records de l'experiència del mestre) de 1913. L'any 1911 Lombardo Radice fou nomenat professor titular de pedagogia a la Universitat de Catània on va romandre fins al 1922. En aquests anys sistematitzà la seva proposta pedagògica idealista i el seu model d'escola activa. En la profunda crisi que vivia l'escola italiana coetània Lombardo hi veié una de les causes de la crisi nacional. L'educació, més que mai, havia de comprometre's en la regeneració dels ideals i dels principis de vida espiritual. Significativament, el 1915 publicarà Come si uccidono le anime (Com es maten les ànimes).
Després de l'inici de la Primera Guerra Mundial, el compromís polític de Lombardo Radice va fer un replantejament. Es donà de baixa del Partit Socialista i com altres intel·lectuals va defensar la participació d'Itàlia contra els imperis. S'oferí de voluntari, tot i els impediments que se li oposaren, finalment el 1917 serví com a sotstinent al front. Poc després seria destinat el servei de propaganda on creà les anomenades «idees de conversa amb els soldats» que s'enviaven a tots els oficials de l'exèrcit. Experiència altament positiva que, finida la guerra, va proposar l'establiment a Roma d'un centre de propaganda educativa. El qual tindria per objectiu desenvolupar projectes i iniciatives de propaganda, per fomentar entre els joves un nou esperit. Projecte que no reeixí. El maig de 1919, Lombardo creà la revista, L'Eduzione Nazionale, vehicle de suport als principis de l'idealisme i a la reforma de l'educació amb la finalitat de fer "renovació íntima de l'ànima italiana". També, tenia per missió divulgar els avenços renovadors en el camp de la didàctica. Vers 1924 la revista va anar mostrant el posicionament antifeixista del pedagog sicilià.
Després de cop d'estat de Mussolini (1922), Gentile, que esdevingué ministre d'Educació, demanà al seu amic Lombardo que col·laborés en la seva reforma escolar com a director general d'educació primària. Des d'aquest lloc va pilotar la reforma de l'escola italiana. Confegí els programes per a l'escola primària de 1923 i 1924 que es convertiren en tota una referència de l'organització educativa a escala internacional. Incloïen l'ús de les llengües regionals en textos didàctics per a escoles respectant les diferències històriques dels italians. Tanmateix, això no es va traduir en la pràctica real, ja que s'oposava a la voluntat unificadora i uniformista de la ideologia feixista. No s'ha d'associar l'obra de Lombardo a la ideologia feixista, tant és així que quan el feixisme va revelar obertament el seu autèntic caràcter totalitari amb el segrest i l'assassinat de Giacomo Matteotti el 1924, el pedagog de Catània va dimitir del seu càrrec ministerial com a signe de repulsa. Tot retirant-se a ensenyar pedagogia a l'Institut Superior de Magisteri de Roma fins al 1928. Per aquesta dimissió i per haver abandonat la col·laboració amb el govern feixista va patir un període de marginació que el va portar apartar-se de la política activa.
El desenvolupament de feixisme acabà imposant una educació que topava amb els ideals liberals i humanístics de Giuseppe Lombardo. També amb la seva forma de ser oposada a la violència i al militarisme.
Així, doncs, es dedicà a la docència i a difondre una nova visió pedagògica amb la revista "Educació Nacional". Ara el seu discurs pedagògic l'inspirava l'obra del filòsof nord-americà Ralph Waldo Emerson, considerat per Lombardo Radice com el "profeta de la nova educació" tal com assenyala a Pedagogia di apostoli e di operai (Pedagogia dels apòstols i treballadors) de 1936. Una obra en què Lombardo Radice enllaça amb els seus posicionaments educatius anteriors al 1910 i que postulen combinar la reflexió filosòfica amb el compromís politicosocial. Allunyat definitivament de Gentile, va desenvolupar la seva pròpia pedagogia post-actualista, en el centre de la qual se situava cada cop més la persona. Defensava l'alliberament de l'educand de la submissió al mestre, a l'Estat, a l'autoritat i a la societat. Defensant una pedagogia basada en el compromís ètic-civic. El seu antifeixisme va emergir amb molts dels seus escrits a L'Educazione Nazionale. El 1933 fou prohibida aquesta revista pel règim feixista i es proposà la seva exclusió com a professor universitari. Mesura que s'aturà per la intervenció de Gentile. L'any 1936, Lombardo rebia la proposta del govern del Cantó de Ticino, a la Suïssa de parla italiana, per elaborar els programes escolars d'aquell territori. L'agost de 1938 va morir a Cortina d'Ampezzo durant una excursió vers el refugi de Croda da Lago.

## Pedagogia, didàctica i autoeducació
L'idealisme hegelià inspirà la pedagogia Giuseppe Lombardo-Radice. Però així com Giovanni Gentile i altres, ens diu, "en certa manera, descendeixen de la filosofia a l'escola, jo procuro saltar des de l'escola a la filosofia."
Lombardo-Radice no es va inspirar tant els seus col·legues universitaris com en els mestres de primària que aplicaven les seves experiències en el camp pràctic. Per ell, l'educació és sobretot autoeducació, ja que la persona no neix sinó que es fa. Ser persona significa educar-se. Ja que no som pas humanitat sinó que tendim vers la humanitat. Així la tasca educativa no pot ser altra cosa que promoure l'autoeducació d'infants i joves. L'educació és autoeducació, interiorització i desenvolupament de la vida espiritual; és unitat entre mestre i alumne; l'autoritat ha d'actuar en la consciència.
La seva didàctica es basa, doncs, en aquest principi d'autoactivitat. Tenint cura de què l'escola vagi associada a l'activitat i al cultiu de l'esperit artístic. La tradició i l'herència cultural de cada poble amb la seva literatura, cant i música i altres mitjans són medis educatius importants. L'escola, però, requereix indispensablement per a ser eficient educativament d'un ambient de llibertat i espontaneïtat entre mestre i educand.
A l'educació primària l'activitat estètica ha d'ocupar un lloc destacat, ja que tot l'infant és un poeta, creatiu i lúdic. També cal deixar espai a l'activitat gràfica i sensorial. L'escola ha de ser una llar on es desenvolupin activitats serenes i formatives.
Tot i que no és sempre prou coneguda, la contribució de Lombardo-Radice al moviment internacional de l'Escola Nova fou rellevant. Prova d'això fou com Adolphe Ferrière considerà Lombardo-Radice, un dels Trois pionniers de l'éducation nouvelle (juntament amb Hermann Lietz i Frantisek Bakulé) com titulà un assaig seu de 1928.
.

## L'escola serena
Amb el nom d'Escola serena Lombardo-Radice proposava un model d'escola orientada a promoure el que hi havia de genuí i espontani en els alumnes, la seva dimensió artística i expressiva així com la riquesa dels valors cívics. És un model singular d'escola nova o activa en què l'activitat de l'infant i el ritme del seu desenvolupament personal són respectats. Una escola on el mestre facilita i ajuda l'infant en el seu camí i compromís per desenvolupar la seva vida espiritual i per crear condicions de treball i aprenentatge tranquil·les, intenses i gratificants.
Una escola lluny de tot artifici pedagògic i de tot uniformisme i igualitarisme anivellador en el procés d'aprendre i descobrir. Basada en el respecte a la personalitat de cada l'infant. Principi que defensà en front de les polítiques uniformistes i estatalistes del feixisme italià. Per això, també, s'oposà al model d' l'escola única

## Publicacions
- Della origine dello scetticismo e della antitesi fra legge naturale e positiva nei sofisti, Firenze, Tip. Galileiana, 1901.
- Osservazioni sullo svolgimento della dottrina delle idee in Platone, Firenze, Tipografia galileiana, 1903.
- Studi sulla scuola secondaria. Vol. I, Dalla Scuola elementare alla Scuola secondaria classica. Note di pedagogia e di didattica, Catania, Fratelli Battiato, 1905. Vol. II, L'istruzione magistrale e l'insegnamento della pedagogia, Catania, Fratelli Battiato, 1907.

- Studi platonici, Arpino, Giovanni Fraioli, 1906.
- Saggi di propaganda. Politica e pedagogica (1907-1910), Milano-Palermo, Sandron, 1910.
- Le scuole italiane all'estero. Note sulla indecorosa politica della consulta da Rudinì a Tittoni, Ortona, Bonanni, 1910.
- Il concetto dell'educazione e le leggi della formazione spirituale. Saggio di pedagogia filosofica, Milano-Palermo, Sandron, 1911; Catania, Battiato, 1916.
- Teoria e storia dell'educazione I, L'ideale educativo e la scuola nazionale. Lezioni di pedagogia generale fondata sul concetto di autoeducazione, Palermo, Sandron, 1916; 1923. II, Lezioni di didattica e ricordi di esperienza magistrale, Palermo, Sandron, 1913; 1917.

- La milizia dell'ideale. Letture sull'educazione proposte agli allievi maestri e agli studiosi, Napoli, F. Perrella, 1913.
- Lezioni di didattica e ricordi di esperienza magistrale 1913
- Come si uccidono le anime, Catania, Battiato, 1915.
- La preparazione degli insegnanti, con particolare riguardo alla facoltà di Filosofia e Lettere, Catania, Battiato, 1915.
- L'esame di Stato, Roma, La voce, 1920.
- La riforma universitaria e le facoltà siciliane. Discorso, Catania, Galati, 1921.
- Nuovi saggi di propaganda pedagogica, Torino, Paravia, 1922.
- Educazione e diseducazione, Firenze, Bemporad-La voce, 1923.
- Accanto ai maestri. Nuovi saggi di propaganda pedagogica, Torino, Paravia, 1925.
- Athena fanciulla. Scienza e poesia della scuola Serena, Firenze, Bemporad, 1925; 1926.
- Il linguaggio grafico dei fanciulli, Roma, Associazione nazionale per gli interessi del mezzogiorno d'Italia, 1925.
- Vita nuova della scuola del popolo. La Riforma della scuola elementare, Palermo, Sandron, 1925.
- Scuole, Maestri e libri. Raccolta di indagini essenziali, Palermo-Roma, Sandron, 1926.